# Kozia Równia

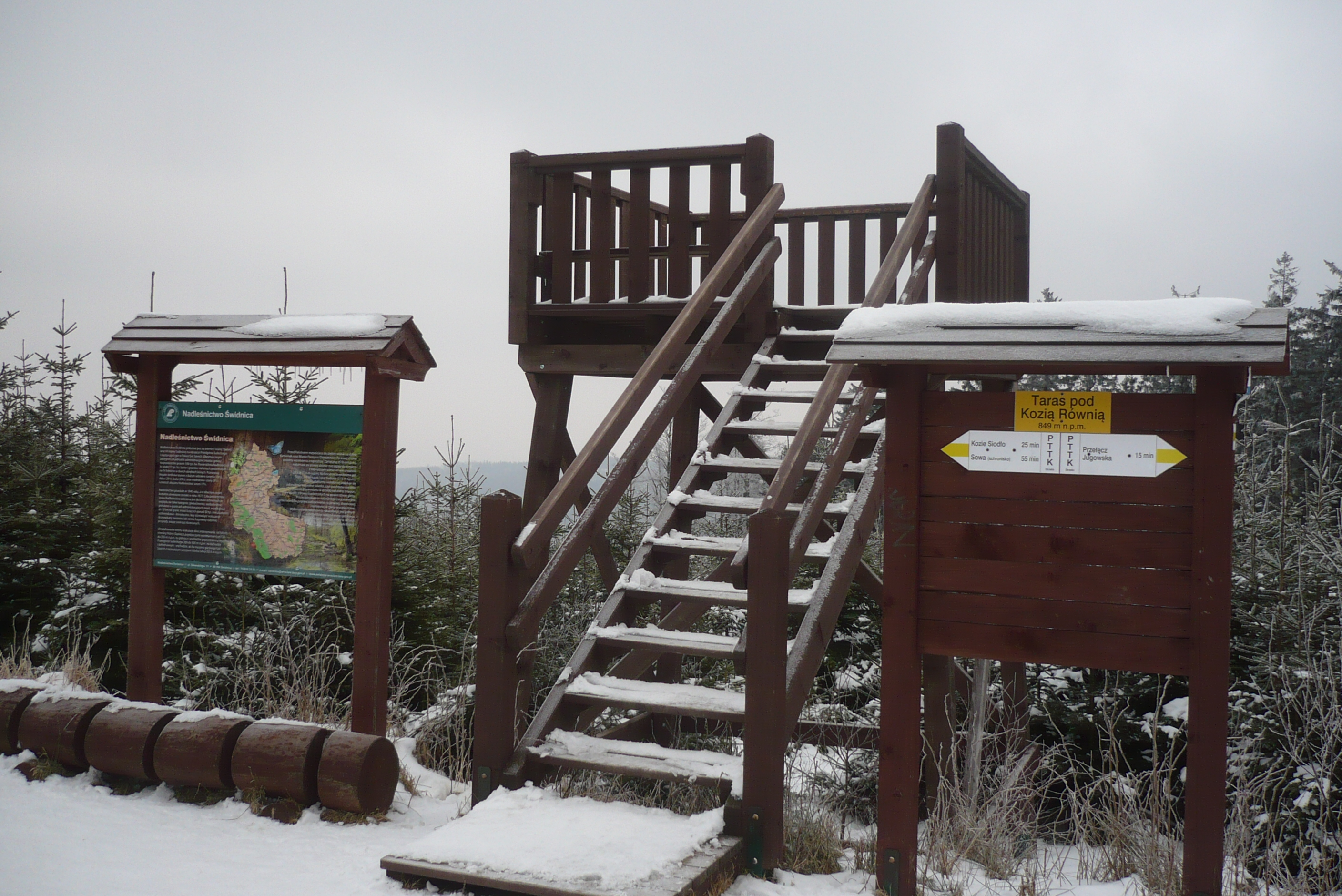
Taras pod Kozią Równią

Kozia Równia (930 m n.p.m.), niem. Ziegenrücken -  płaski, rozległy, mało wybitny szczyt w Sudetach Środkowych, w środkowej części pasma Gór Sowich.
Wzniesienie położone jest w środkowo-południowej części Gór Sowich, na południowy wschód od przełęczy Kozie Siodło, na północ od miejscowości Jugów.
Wzniesienie na rozległej wierzchowinie, o łagodnych zboczach i obszernym, płaskim mało zauważalnym, niskim wierzchołku, który wznosi się o niecałe 10 m, ponad otaczającą go powierzchnię. Wzniesienie jest jednym z wyższych wzniesień w  Górach Sowich. Od sąsiedniego Rymarza (913 m n.p.m.) oddzielone jest Przełęczą Jugowską (805 m n.p.m.), a od Wielkiej Sowy przełęczą Kozie Siodło (885 m n.p.m.).
Góra zbudowana jest z prekambryjskich paragnejsów i migmatytów. Na południowym zboczu poniżej wierzchołka występuje grupa gnejsowych skałek.
Wzniesienie w całości porośnięte jest lasem świerkowym regla dolnego. Na południowo-wschodnim zboczu w pobliżu Przełęczy Jugowskiej rozciąga się obszerna łąka - Polana Jugowska, a przed szczytem znajduje Niedźwiedzia Skała z wmurowaną tablicą pamiątkową poświęconą Hermannowi Henkelowi.
Wzniesienie położone jest na obszarze Parku Krajobrazowego Gór Sowich.

## Turystyka
Przez szczyt prowadzą szlaki turystyczne:
piesze
- czerwony -  fragment Głównego szlaku Sudeckiego prowadzący z Wielkiej Sowy (1015 m n.p.m.) na Kalenicę i dalej[1].
- zielony - przechodzący północno-zachodnim zboczem prowadzi z Ludwikowic Kł. do Rościszowa i dalej.

narciarski
- czerwony - z Przełęczy Jugowskiej do schroniska Andrzejówka na Przełęczy Trzech Dolin w Górach Suchych[1].